# Mansión de Drabeši
La Mansión de Drabeši (en letón: Drabešu muižas pils) es una casa señorial en la parroquia de Drabeši, municipio de Cēsis en la región de Vidzeme de Letonia.

## Historia

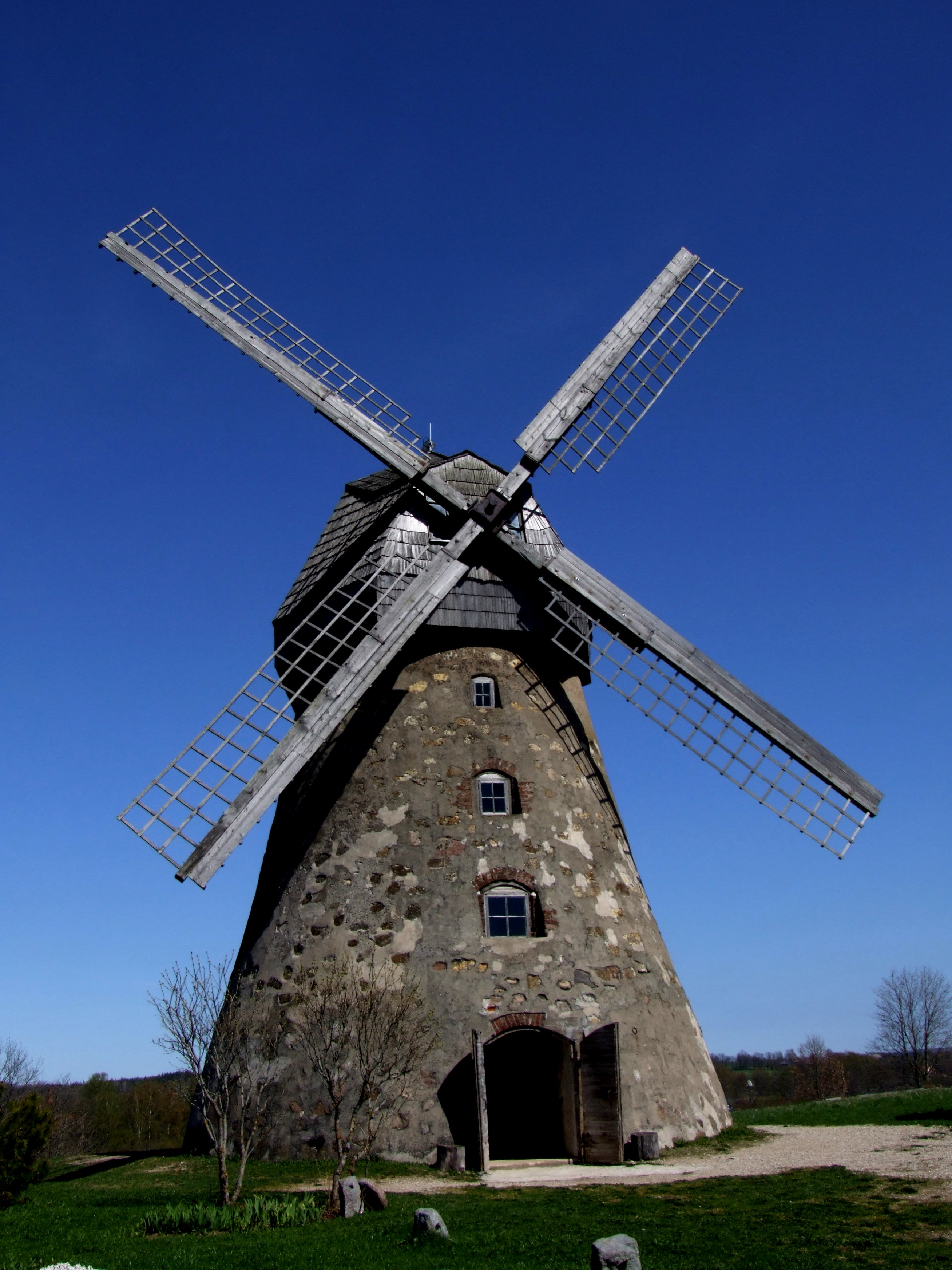
Molino de viento de Āraiši en la finca de Drabeši.

El nombre del lugar, Drabeši, deriva del apellido del oficial polaco Drobisz, el propietario de la mansión a principios del siglo XVII. Desde 1794 la finca perteneció a la familia Blackenhagen. La actual mansión fue construida en estilo clásico durante el primer cuarto del siglo XIX, en torno a 1820. Sufrió graves daños por un incendio durante la revolución rusa de 1905, pero fue reparada antes de la I Guerra Mundial.
Después de la reforma agraria de principios de la década de 1920, el edificio primero se convirtió en un hogar para niños y después en una escuela de primaria. El poeta Aleksandrs Čaks trabajó aquí como profesor y administrador entre 1925 y 1927. En 1959 se convirtió en la escuela internado de primaria de Drabeši, que finalmente fue trasladada a un nuevo edificio más grande en las cercanías.
El molino de viento de la finca ha sido restaurado como atracción turística. Localizado al sur de la población de Drabeši y al norte de la villa de Āraiši, ahora es llamado comúnmente Molino de viento de Āraiši (Āraišu vējdzirnavas).